# Silky Nutmeg Ganache
Silky Nutmeg Ganache (nascut el 31 de desembre de 1990) és una intèrpret drag nord-americana de Chicago, Illinois, coneguda per competir a l'onzena temporada de RuPaul's Drag Race, acabant en tercer lloc, i més tard per competir a la sisena temporada de RuPaul's Drag Race All Stars el 2021. També ha participat en nombroses spin-off de Drag Race, com ara RuPaul's Drag Race: Vegas Revue (2020) i RuPaul's Secret Celebrity Drag Race (2022). També ha competit a la sèrie spin-off internacional All Stars, Canada's Drag Race: Canada vs. the World el 2022, acabant com a subcampiona.

## Primera vida i educació
Silky Nutmeg Ganache va néixer el 30 de desembre de 1990 al sud, però finalment es va traslladar a Chicago quan era un adult jove. Segons el seu lloc web, està buscant començar els estudis per a un doctorat, també afirma en un episodi de Hey Qween! el 2020 que començaria els estudis de doctorat el 2021. A causa de la seva recerca de màster i doctorat, sovint se la coneix en broma com "El reverend Dr. Silky Nutmeg Ganache".
Va anar al Wabash College, una universitat només masculina, on va pensar en el seu nom original d'arrossegament, "Lasagna Frozeen". El seu mentor més tard la va batejar com "Silky" perquè podia ser dura però també elegant. Ganache va anar a casa on va mirar la Xarxa d'Aliments. Mentre mirava un programa, Ganache va escoltar la frase " ganàche sedós". A partir d'aquí, seria coneguda com "Silky Nutmeg Ganache". Va obtenir el seu MBA en lideratge organitzatiu a la Indiana Wesleyan University el desembre de 2017. La seva mare drag és Vanessa Ryan, que va ser mentora de Ganache en drag durant els seus anys universitaris a Indiana.

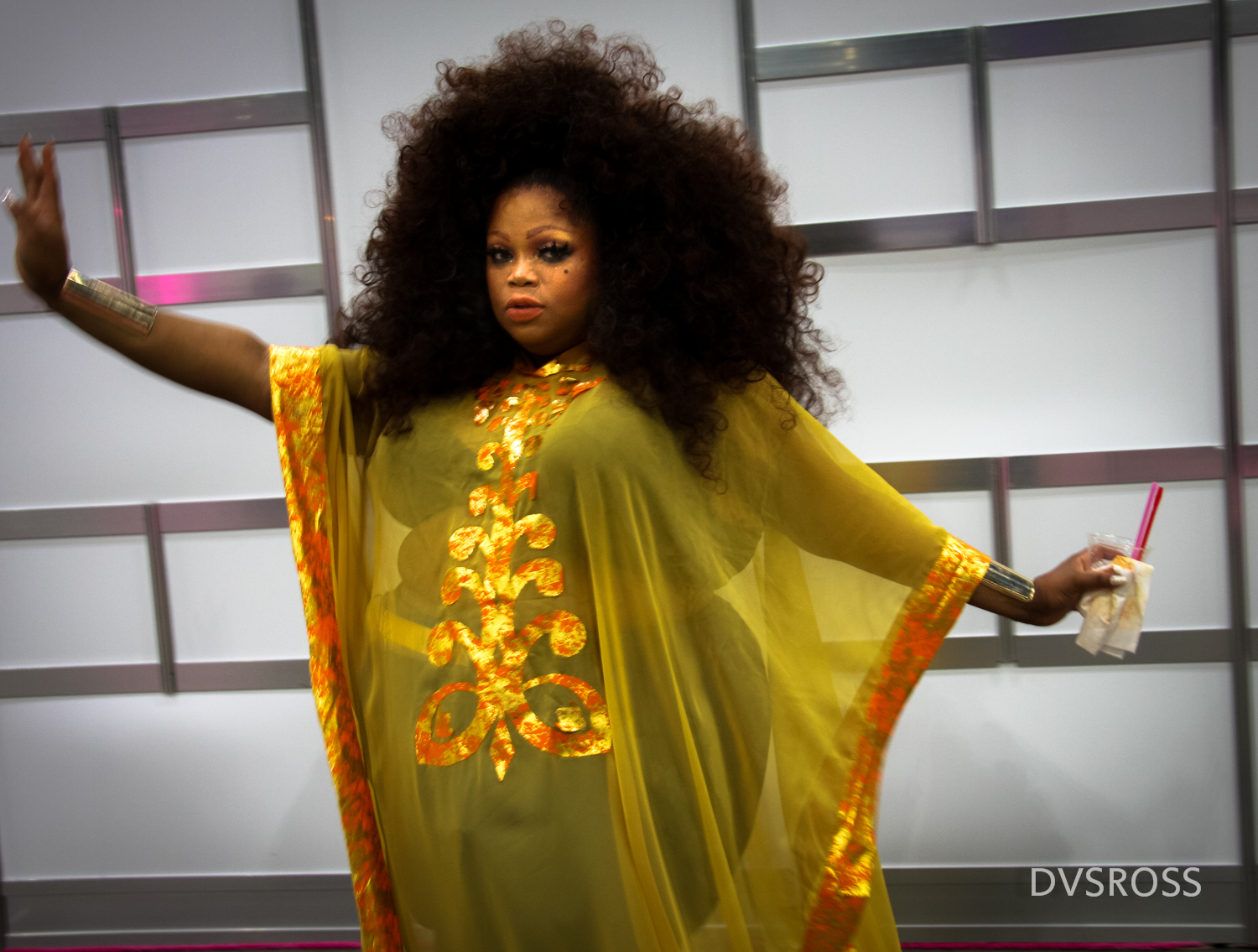
Silky Nutmeg Ganache el 2019

Ganache ha participat en molts certàmens i té més de 100 títols de competició. La seva història del certamen inclou Miss Gay Indiana University 2014 (guanyadora), Indiana All American Goddess at Large 2014 (primera alternativa), Miss Unlimited Newcomer 2015 (guanyadora), Miss Latina Continental Plus 2017 (guanyadora), Miss Continental Plus 2017 (segona alternativa), i Miss Illinois Continental Plus 2018 (primera alternativa).
Abans de passar a RuPaul's Drag Race, va actuar durant sis anys, treballant a Hydrate, Roscoe's Tavern, Splash i Berlin a Boystown.
Es va anunciar que Ganache era un dels quinze concursants que competien a l'onzena temporada de RuPaul's Drag Race el 24 de gener de 2019. Va guanyar dos reptes principals, a l'episodi quatre i vuit. Ganache va interpretar a Oprah Winfrey per la seva actuació guanyadora a Trump: The Rusical. Ts Madison, a qui Ganache va retratar al repte Snatch Game de la temporada, va elogiar Ganache per la seva actuació. A l'episodi 11, Ganache va aterrar als dos últims, on va enviar a casa a Nina West a "No Scrubs" de TLC. A la final de temporada, celebrada a l'Orpheum Theatre de Los Angeles, Ganache va formar part dels quatre finals i va sincronitzar els llavis contra Brooke Lynn Hytes amb "Bootylicious" de Destiny's Child, que va perdre, acabant la competició en 3r/4t. lloc al costat d'A'keria Chanel Davenport.
Ganache va protagonitzar Next Topmodel d'Alemanya, juntament amb els seus companys de RuPaul's Drag Race, Derrick Barry i Vanessa Vanjie Mateo.
El 2020, va aparèixer al llibre de fotografia Rainbow Revolution de Magnus Hastings.
Es va anunciar que Silky seria un dels tretze concursants que competeixen a la sisena temporada de RuPaul's Drag Race All Stars el 26 de maig de 2021. Va ser eliminada al tercer episodi, ocupant-se en l'11a posició general. Va tornar al desè episodi com a part del gir "Game Within a Game", fent història com la reina amb més sincronitzacions de llavis en un sol episodi, amb set, i la majoria de victòries de sincronització de llavis en un sol episodi amb sis.

## Vida personal
És republicana registrada. A l'episodi de Drag Race " Trump: The Rusical ", va explicar que això es deu a la gerrymandering del partit i a la "gentrificació i el moviment dels districtes", i va afirmar que, malgrat la seva afiliació oficial al partit, no vota als polítics republicans. Ella diu: "És molt important que la gent s'adoni que si voleu aturar això dins del procés polític, feu més intel·ligent que ells. Registra't com a republicà i ho hauran de refer tot."